# 철십자
철십자(鐵十字, 독일어: Das Eiserne Kreuz 다스 아이제르네 크로이츠[*])는 십자팔의 완곡 변화가 중심에서 십자팔 끝까지 완만하게 이루어지는 흑백의 크로스 파테로, 과거의 독일 제국군 및 현대 독일 연방군의 상징이다. 제2차 세계 대전 당시의 독일 국방군에서는 막대 십자를 상징으로 사용한 대신 철십자는 서훈용 장식으로 사용했는데, 이를 철십자장(鐵十字章)이라고 한다.

## 역사

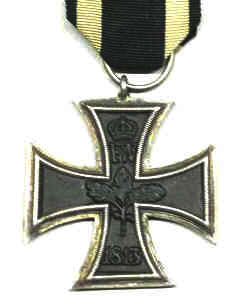
1813년형 철십자장

철십자장은 전쟁으로 구분되어 각기 제정된대로 1813년형, 1870년형, 1914년형, 1939년형 철십자장으로 나뉜다.

### 1813년형 철십자장
철십자훈장은 나폴레옹 전쟁 당시 6개 동맹의 전쟁에서 싸운 프로이센 병사들의 무공을 치하하기 위해 1813년 3월 10일 브레슬라우(Breslau)에서 처음 수여되었는데, 이것을 1813년형 철십자장이라고 하며 최초의 철십자장이다.

### 1870년형 철십자장

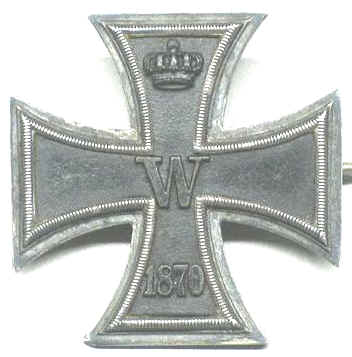
1870년형 철십자장

프로이센 왕국의 빌헬름 1세가 보불전쟁 기간이었던 1870년 7월 16일 다시 철십자장을 제정해 수여했다. 이때의 훈장을 1870년형 철십자장이라고 하는데, 1870년에 수여받은 병사들 중에서 1895년까지 계속 복무한 병사들은 3개 백엽잎에 '25' 가 씌여진 제대군인 25년 근속복무기장을 수여받았다. 이때 대철십자훈장(Großkreuz des Eisernen Kreuzes)이 제정되어 아우구스트 카를 폰 괴벤(독일어: August Karl von Goeben), 에드빈 프라이혀 폰 만토이펠(독일어: Edwin Freiherr von Manteufell), 헬무트 폰 몰트케(독일어: Helmuth von Moltke), 빌헬름 1세를 포함해 9명이 수여되었다.

### 1914년형 철십자장
이후 한동안 독일이 참가한 전쟁이 없으면서 철십자훈장의 수여는 중단되었는데, 1914년 7월 24일 1차대전이 발발되자 8월 5일 빌헬름 2세가 다시 제정했다. 이때는 독일 제국의 시기였고 철십자장은 애초 프로이센 왕국의 훈장이었으나 독일의 총칭적인 훈장으로 대우받았다. 1813년형, 1870년형, 1914년형 철십자장은 다음의 3개의 등급으로 나뉘었다.
- 2급 철십자장(Das Eiserne kreuz 2. klasse)
- 1급 철십자장(Das Eiserne kreuz 1. Klasse)
- 대철십자훈장(Großkreuz des Eisernen Kreuzes)

이 세 훈장의 외양은 동일했지만 착용하는 방식이 달랐다. 1급과 2급 철십자장은 뒤의 핀이나 고정쇠가 달려있어 수여자의 왼쪽 가슴에 거는 형식이었고, 대철십자훈장과 2급 철십자장은 각기 다른 검은색+흰색(이 2색은 프로이센을 상징하는 색임.) 배합 리본으로 매다는 방식이었다. 대철십자장은 장성 계급에게만 수여하는 훈장이었으며, 1차대전 당시에는 빌헬름 2세, 파울 폰 힌덴부르크, 에리히 루덴도르프, 아우구스트 폰 마켄젠(독일어: August von Mackensen), 레오폴드 막시밀리안 요제프 마리아 아르눌프(독일어: Leopold Maximilian Joseph Maria Arnulf) 5명이 수여받았다.
이 밖에 이 등급보다 비공식적으로 더 높은 훈장으로 금성 대 철십자장(Star of the Grand Cross of the Iron Cross) 이 존재하였다. 이 훈장은 가장 무훈이 뛰어난 장군에게만 수여되는 훈장이었는데, 1813년 게프하르트 레베레히트 폰 블뤼허와 1918년 파울 폰 힌덴부르크 두 명에게만 수여되었고, 각기 블뤼허슈테른(독일어: Blücherstern)과 힌덴부르크슈테른(독일어: Hindenburgstern) 이라고 불렸다.
1급 철십자장과 2급 철십자장은 계급에 간주하지 않고 수여되었으며, 2급 철십자장을 기존에 수여 받았어야 1급 철십자장을 수여받을 자격이 부여되었다. 그러나 2차대전때와는 달리 같은 직급의 훈장을 두 번 이상 받을 수 있었다. 군사 훈장이 병사의 계급을 기초로 수여되던 다른 대부분의 유럽 국가들과 달리 철십자장은 대체적으로 평등하였다. 예를 들어 바이에른에서는 장교는 다양한 등급의 수훈훈장(Militär-Verdienstorden)를 수여받을 수 있었던 반면에 사병은 다양한 등급의 군사적인 수훈십자상(Militär-Verdienstkreuz)만을 수여받을 수 있었고, 프로이센에서도 군 계급에 기초해 수상이 이루어졌다. 그러나 비록 철십자장은 계급 면에서는 평등하게 수여되었지만 일반 사병보다는 장교와 하사관의 수여 비율이 더 높았다.
1차대전 동안 어림잡아 2급 철십자장은 4백만개, 1급 철십자장은 약 14만 5천개 가량이 수여되었다. 기존 수여자에 대한 프로이센의 기록문서가 2차대전에 손실되었기 때문에 정확한 수치는 알 수 없지만, 훈장이 다량으로 수여되면서 명예가 실추된 것은 사실이다. 1914년 철십자훈장의 수여자 중 가장 유명한 사람은 아돌프 히틀러로 1914년 2급 철십자장과 1918년 1급 철십자장을 수여받았는데, 당시 그의 계급은 상병Gefreiter으로 사병 계급으로 두 개의 훈장을 받은 것은 매우 드문 일이었다. 전쟁이 끝난 뒤에도 히틀러는 죽을 때까지 왼쪽 가슴에 훈장을 매달고 다녔으며 이 모습이 히틀러를 촬영한 사진의 표준이 되었다.

### 1939년형 철십자장
1차대전이 끝나면서 중단되었던 철십자장 수여제도를 다시 부활시킨 것은 아돌프 히틀러로, 1939년 9월 1일 2차대전 발발일에 제국법령 IS. 1573 호인 철십자장 재수여 규정(Verordnung über die Erneuerung des Eisernen Kreuzes)으로 이루어졌다. 이 명령에 의해 새로운 등급이 추가되면서 2차대전 당시 철십자장은 크게 일반 철십자장, 기사십자 철십자장, 대철십자장의 세 개로 구분되었다. 기사십자 철십자장은 기존 프로이센의 훈장이었던 푸르 라 메리트(프랑스어: Pour le Mérite)를 교체하기 위한 등급이었는데, 이 훈장은 장교에게만 수여되던 훈장이었으므로 1차대전 때 하사 계급까지 진급했던 히틀러가 좋은 감정을 가질 수 없었던 탓도 있다. 또한 히틀러는 비전투요원의 훈장으로 전장공로훈장(워 메리트 훈장)(Kriegsverdienstkreuz)을 새로 만들었다.
2급 철십자장과 기사십자 철십자장의 리본도 달라져 검은색+흰색+빨간색 배합의 리본이 사용되었고(이 3색은 독일을 상징하는 색임.), 1급 철십자장은 핀으로 고정시키는 같은 방식이었다. 또한 독수리와 원형 스바스티카로 제작된 약장이 주어졌는데, 이것은 1차대전 당시 1급 철십자장을 수여 받은 2차대전 복무 군인 가운데 재수여될 충분한 자질 혹은 공로가 있는 자에게 1939년형 철십자장 대신에 수여된 것으로, 주로 영관급 이상의 인물들이 달고 있던 것을 사진으로 볼 수 있다. 1939년형 철십자장은 반드시 최하 서열인 철십자 2급 훈장부터 한 단계씩 수여 받으면서 그 서열이 상위 단계로 올라가는 것이 규정이었으며, 한 훈장은 1차대전과는 달리 1번만 수여 받을 수 있었다. 원 훈장이 수여된 다음에는 모조를 몇 개 제작해 일상 복무기간이나 전투기간에 매고 다니는 경우도 있었다. 그리고 군을 위해 헌납하거나 기부, 활동한 민간인에 대해서도 수여가 가능했다.
1939년형 철십자장의 공식적인 등급 서열은 다음과 같다.
- 2급 철십자장(Das Eiserne Kreuz 2. Klasse)
- 1급 철십자장(das Eiserne Kreuz 1. Klasse)
- 기사십자 철십자장(Das Ritterkreuz des Eisernen Kreuzes)
- 곡엽 기사십자 철십자장(Das Ritterkreuz des Eisernen Kreuzes mit Eichenlaub)
- 곡엽검 기사십자 철십자장(Das Ritterkreuz des Eisernen Kreuzes mit Eichenlaub und Schwertern)
- 곡엽검금강석 기사십자 철십자장(Das Ritterkreuz des Eisernen Kreuzes mit Eichenlaub, Schwertern und Brillanten)
- 황금곡엽검금강석 기사십자 철십자장(Das Ritterkreuz des Eisernen Kreuzes mit Goldenen Eichenlaub, Schwertern und Brillanten)

#### 1/2급 철십자장

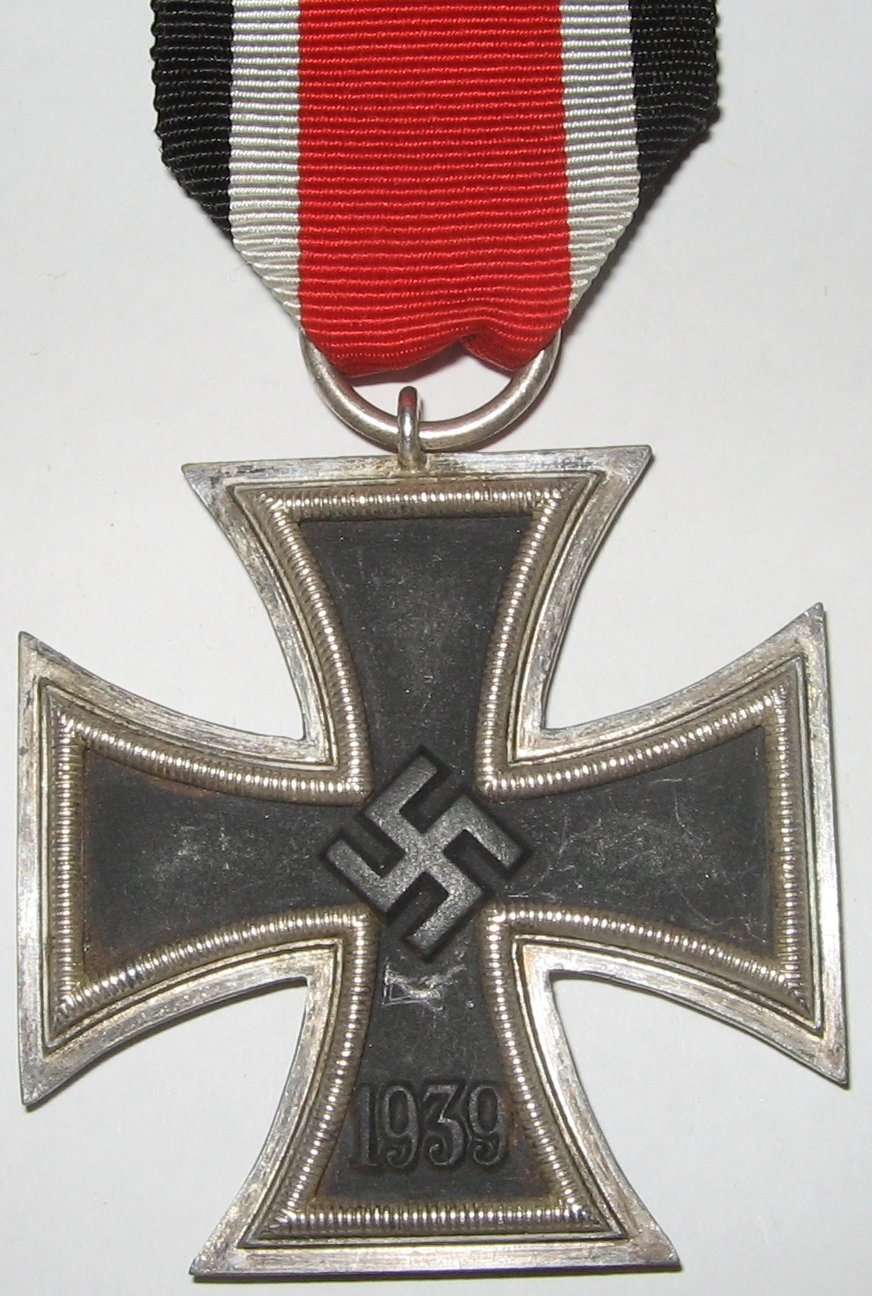
2급 철십자장

철십자 2급 훈장의 수여 기준은 '임무에서 한번의 뛰어난 용감한 행동을 한 자'였고, 1급의 수여 기준은 '2급 철십자장을 수여받고 임무에서 3-5가지의 뛰어난 용감한 행동을 한 자'였다. 2급 철십자장은 리본과 함께 주어지며 리본을 군복의 두 번째 단추에 매달거나, 약장을 매달거나, (정복일 경우) 훈장을 리본과 함께 고정시키는 세 가지 방법이 가능했다. 1급 철십자장은 리본 없이 메달 핀이 있어 왼쪽 가슴에 매달았다.
2급 철십자장은 2차대전 기간 총 230만명이 수여되었고, 1급 철십자장은 33만명 정도가 수여된 것으로 파악되는데, 이 중 39개의 2급 철십자장은 주로 독일 적십자에서 활동을 한 여성들에게 수여되었고, 1급 철십자장은 두 명의 여성에게 수여되었는데, 각기 하나 라이치와 엘제 그로스만(Else Grossmann)이었다. 2차대전 당시 독일군 총 병력이 약 1,789만명이라는 것을 감안하면 수여 제도가 엄격했음을 보여준다. 무슬림 출신으로는 유일하게 제 13 무장친위대 한트샤르(Handschar) 제 1 크로아티아 사단 소속 중위(Obersturmführer)였던 할림 말코치(크로아티아어: Halim Malkoć)에게 프랑스 빌프랑슈드루에르그(프랑스어: Villefranche-de-Rouergue)의 군 내부 반란을 진압한 공로로 1943년 9월 2급 철십자장이 수여되었다. 또한 핀란드군 소속의 두 명의 유대인 장교였던 군의관 소령 레오 스쿠르니크(핀란드어: Leo Skurnik)과 대위 살로몬 클라스(핀란드어: Salomon Klass), 전시 핀란드 준군사조직인 여성예비자원단 로타 스베르드(핀란드어: Lotta Svärd)에게도 철십자장이 수여되었으나 모두 받기를 거절했다.

#### 기사십자 철십자장
약 8,436 명이 기사십자 철십자장 계통 훈장을 수여받았다.
- 기사십자 철십자장: 기사철십자장은 1939년 9월 1일의 제국법령 IS. 1573 에 의거해 1939년 9월 30일부터 수여되었다. 종전시까지 총합 약 7,361명이 수여받았는데 이 중 비독일인은 43명으로, 그 중 24명이 친위대에서 외국 의용군으로 복무한 병사들이었다.

- 곡엽 기사십자 철십자장: 기존 제국 법령에 1조와 4조를 추가시킨 1940년 6월 3일의 제국법령 IS. 849 에 의거해 1940년 7월 19일부터 수여되었다. 기사 철십자장 위에 떡갈나무 잎 모양의 장식을 달은 것이며, 통산 수여 890명이고 이 중 비독일인은 8명이다.

- 곡엽검 기사십자 철십자장: 1조와 4조가 다시 추가된 1941년 9월 28일 제국법령 IS. 613 에 의거해 수여되었다. 떡갈나무 잎 장식 밑에 두 검을 교차한 장식을 부착한 것이며, 아돌프 갈란트가 최초로 수여되었고, 총 156명(혹은 160명)이 수여받았다. 외국인 중 유일하게 동맹국 일본 해군원수 야마모토 이소로쿠 제독에게 특별히 이전 단계를 건너뛰어 사후 수여되었다.

- 곡엽검금강석 기사십자 철십자장: 동일한 제국법령 IS. 613 에 의거해 수여되었으며, 두 검을 교차한 떡갈나무 입 장식 사이와 두 검에 다이아몬드를 박은 형식이다. 베르너 뮐더스가 최초로 수여 받았고, 총 27명이 수여받았다.

- 황금곡엽검금강석 기사십자 철십자장: 실질적으로 가장 높은 서열의 훈장으로, 다이아몬드를 박은 두 검을 교차한 떡갈나무 입 장식에 순금을 덮은 것이다. 1944년 12월 29일에 1조, 2조, 4조가 추가된 제국법령 1945 IS. 11 에 의거해 원래는 전사자 12명만을 선정해 수여할 계획이었으나, 실제로는 슈투카 에이스였던 공군대령 한스 울리히 루델 1명만이 1945년 1월 1일에 생존 장병으로서 수여받았다.

#### 대십자 철십자장

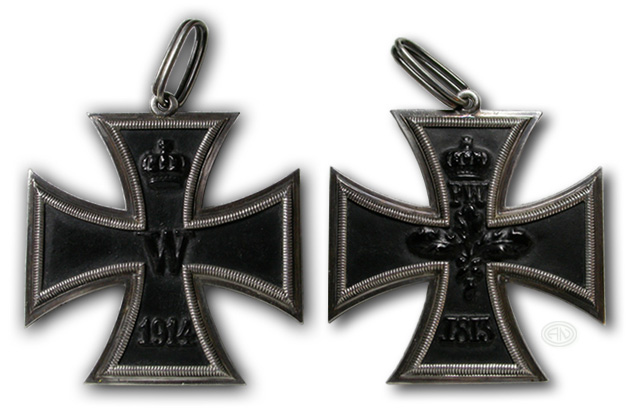
1914년대십자 철십자장

1939년형 대십자 철십자장의 수여자는 1940년 7월 19일 프랑스, 벨기에, 네덜란드 등 서부유럽 침공작전인 황색 작전 중 루프트바페 지휘 공로로 수여된 헤르만 괴링이 유일하며, 사실상 2차대전 당시에는 형식상으로만 제정되어 괴링만을 위한 훈장으로 전락하였고, 정식 계통에서 제외된다. 괴링에게 수여된 원래의 대십자 철십자장 은 괴링의 베를린 자택이 폭격으로 파괴되어 유실되어 복제품을 여럿 제작했는데, 그 중 백금 프레임으로 제작된 하나가 1945년 연합군 앞에서 항복문서에 서명했을 당시 착용되었다. 공식 기록사진에서 괴링은 푸르 라 메리트, 기사십자 철십자장과 대십자 철십자장 을 같이 매고 다녔음을 볼 수 있다.
옷깃에 매다는 훈장인 대십자 철십자장 은 기사십자 철십자장과 특징은 동일하나, 철십자장이 약 44mm 고 기사십자 철십자장이 약 48.5mm 인데 비해 63mm 로 상당히 컸으며, 원래 외부 모서리가 금으로 도색될 예정이었으나 은색으로 바뀌었다. 대십자 철십자장 은 기사십자 철십자장과 2급 철십자장의 리본과 색이 같은 57mm의 긴 리본이 사용되었다. 훈장의 케이스는 스바스티카와 독수리가 새겨져 있으며 외부선이 금색으로 된 적색 가죽이 입혀졌다. 수여 기준은 전투 수행에 대한 수훈이 아니라 '전쟁 중 효과를 발휘한 가장 성공적인 전략 결정' 을 이끌어 낸 장군 및 제독이 대상이었다.

#### 대십자 철십자 성장
2차대전 당시 대십자 대철십자성장은 독일을 승리로 이끈 뛰어난 전략을 세운 독일 장군과 제독을 대상으로 제정되어 수여하려 했으나 패전 전까지 수여된 적은 없었다. 전쟁 종전 후 연합군이 소수의 훈장 모형을 발견했는데 현재 웨스트포인트 사관학교의 군사 컬렉션 박물관에 전시되어 있다. 모형은 기존의 훈장과 같지만 중앙 부분의 철십자장만 1939년형이며, 1급 철십자장과 비슷하게 핀으로 가슴주머니에 매달 수 있었다.

## 전후
2차대전 후 철십자장 제도는 파기되었지만 수여자들은 여전히 착용하고 다닐 수 있었다. 1957년 독일 연방정부가 스바스티카 사용을 전면 금지한 대신에 정부는 수여자들이 1914년형 철십자장과 비슷하게 스바스티카 대신 곡엽 모양이 중앙에 들어간 철십자장을 착용할 수 있도록 허가했으며, 다른 거의 대부분의 2차대전 나치 독일의 훈장도 스바스티카를 삭제한 형식이면 사용할 수 있도록 허락했다. 다만 친위대 근속근무장 같이 나치의 조직과 관련이 있거나 오스트리아, 주데텐란트, 메멜지역 합병을 기념하는 기장 등 나치 독일의 확장을 의미하는 훈장은 금지했다.
독일 연방군이 코소보나 아프가니스탄 등지에 파병되어 근무하게 되면서 철십자장이나 다른 군사 훈장 수여 제도를 복귀시키자는 움직임이 있었는데, 2차대전 후 독일 연방군에게는 군사 공적에 대한 훈장 제도가 없었기 때문이다. 2007년 독일 연방 의회에는 철십자장의 복귀를 요구하는 5000명 서명의 청원서가 제출되기도 했다. 2008년 10월에 독일 국방부 장관은 철십자장 대신에 연방군 공로훈장(독일어: Ehrenzeichen der Bundeswehr)에 속하는 연방군 무훈 명예십자장(독일어: Ehrenkreuz der Bundeswehr für Tapferkeit)을 새로 만들었다.

## 같이 보기
- 대십자 철십자장
- 대십자 철십자 성장
- 기사십자 철십자장
- 철십자보장
- 나치 독일의 상훈
- 크로스 파테